# TRIP Linhas Aéreas
A TRIP Linhas Aéreas (Transporte Regional do Interior Paulista; 1998 - 2014) foi uma companhia aérea brasileira e a maior do segmento regional da América Latina em seu tempo.
Com 93 destinos em todas as regiões do Brasil foi a empresa brasileira que atendia o maior número de cidades, dentre as quais mais de 30 com exclusividade[carece de fontes?].
Tinha como Hub Belo Horizonte, Cuiabá, Curitiba, Guarulhos, Manaus e Rio de Janeiro. Contava com a terceira maior frota comercial brasileira, constituida por 58 aeronaves em quatro modelos diferentes: 17 ATR-42, 20 ATR-72, 9 Embraer 175 e 12 Embraer 190.
Em 28 de maio de 2012 foi anunciada a fusão da TRIP Linhas Aéreas com a Azul Linhas Aéreas, surgindo a holding Azul TRIP S.A., controladora das empresas TRIP e Azul.

## Histórico

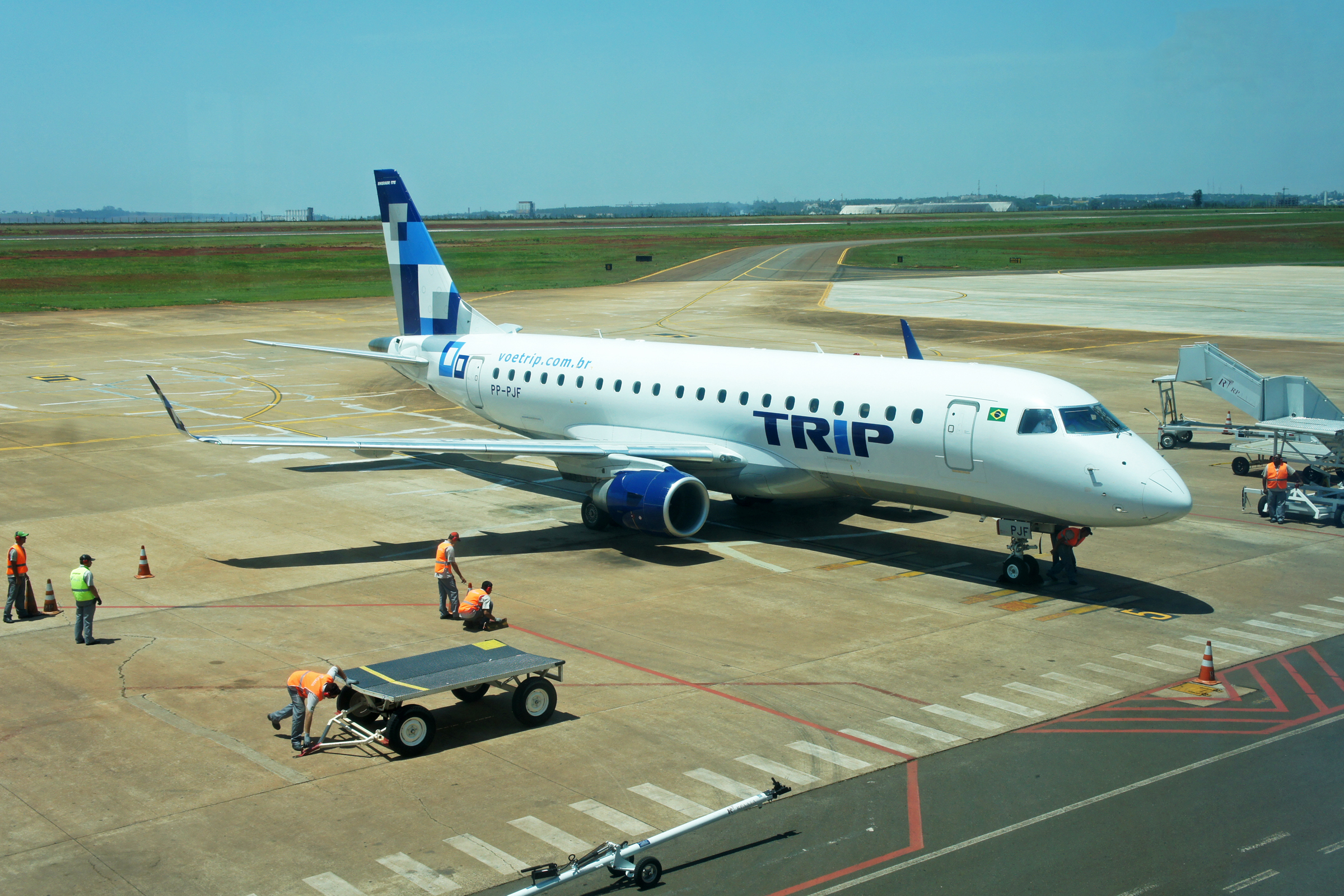
Embraer 175 da TRIP no Aeroporto de Maringá

Com sede na cidade de Campinas, estado de São Paulo, iniciou suas operações em 1998, fundada pelo Grupo Caprioli e posteriormente passando a ser controlada pelo Grupo Caprioli e o Grupo Águia Branca, de Cariacica, ES.
Suas primeiras aeronaves foram dois Embraer 120, com capacidade para 30 passageiros, oriundos da TOTAL Linhas Aéreas. A companhia encontrou seu sucesso operando a rota Natal - Fernando de Noronha - Recife. Em 1999 chegou o primeiro ATR-42-300, fazendo com que um dos Embraer 120 fosse deslocado para Campinas, onde a companhia mantinha alguns voos.
No ano de 2003 chegaram mais aeronaves ATR-42-300, aumentando as operações da empresa em Campinas. Em 2004 mais dois aviões foram agregados à frota. Em 2005 a companhia assumiu a rede de rotas da Rico Linhas Aéreas, no Amazonas, expandido sua malha.
Em 2006 introduziu o primeiro ATR-72-202 na rota de Fernando de Noronha. Em 2007 chegaram mais 2 ATR-42-300 e 1 ATR-72-202. No mesmo período, o Grupo Águia Branca, que havia comprado 50% da companhia, adquiriu também a Total Linhas Aéreas, de Belo Horizonte. Com esta aquisição foram incorporados 6 ATR-42 e 2 ATR-72, e feita uma encomenda de 12 ATR-72-500 junto à fábrica.

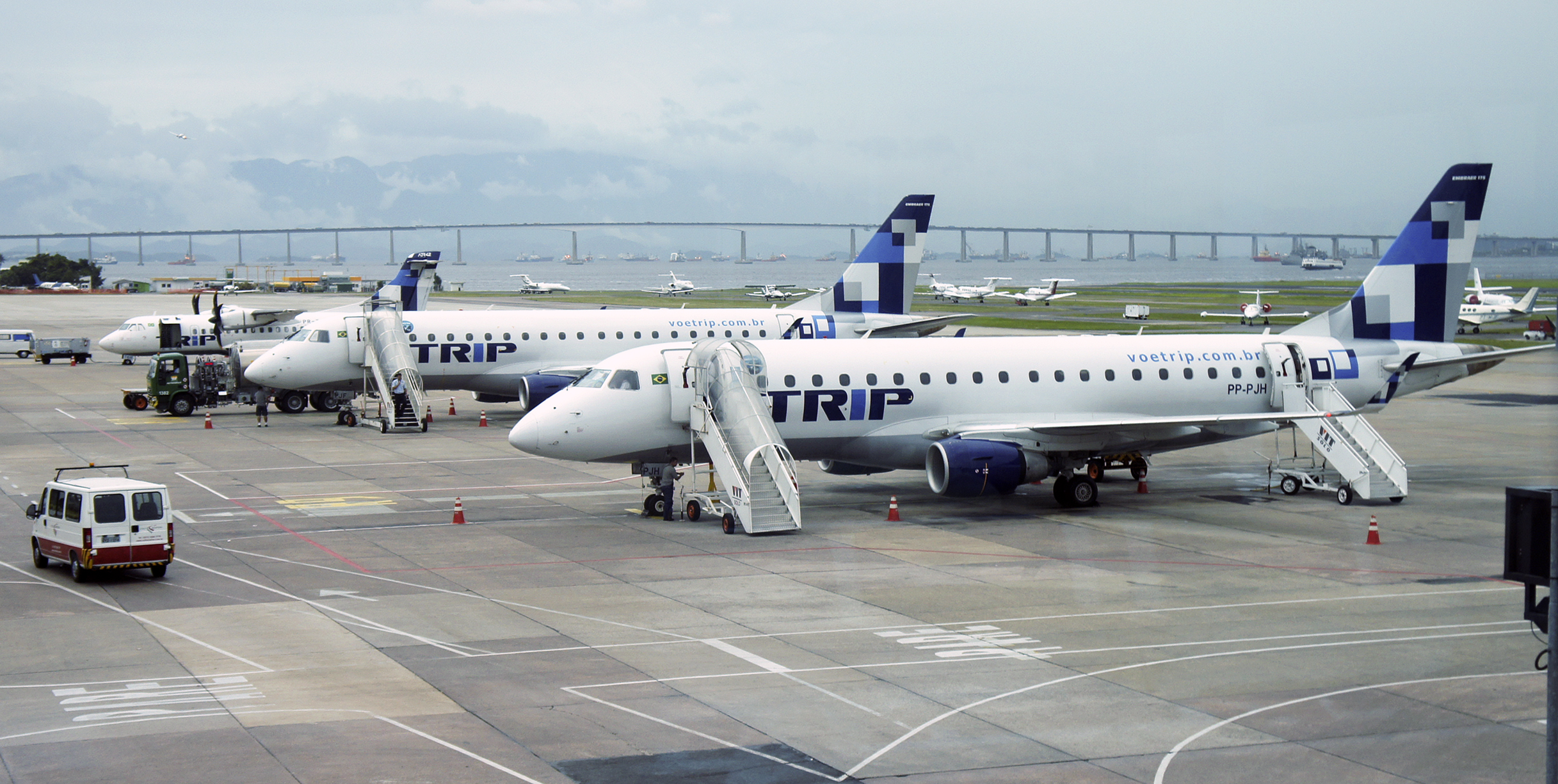
Dois Embraer 175 e um ATR-72 da TRIP Linhas Aéreas no Aeroporto Santos Dumont, Rio de Janeiro.

Em 2008 a TRIP recebeu seu primeiro ATR-72-500, que foi o primeiro avião novo recebido pela empresa. Iniciou as operações no estado da Bahia, expandindo o número de destinos, anunciou a encomenda dos jatos Embraer 175 e vendeu 20% do seu capital para a ianque SkyWest Airlines, a maior empresa regional do mundo.
No ano de 2009 a companhia ultrapassou a marca dos 70 destinos operados e recebeu, em junho, seus primeiros jatos Embraer 175. Em 2010 iniciou operações no estado do Acre, com rotas para a capital, Rio Branco, e o segundo município mais importante do estado, Cruzeiro do Sul.
O Grupo Caprioli vendeu suas empresas de ônibus, em 2010, aumentando, assim, o capital a ser investido na TRIP. Em 2011 atingiu a marca de mais de 80 destinos e recebe suas primeiras aeronaves com mais de 100 assentos, os Embraer 190 que, ao final do ano serão, ao todo, nove aviões.

## Fusão com a Azul
Em 2013 foi anunciada a fusão com a Azul Linhas Aéreas.